# Le Fiacre n° 13

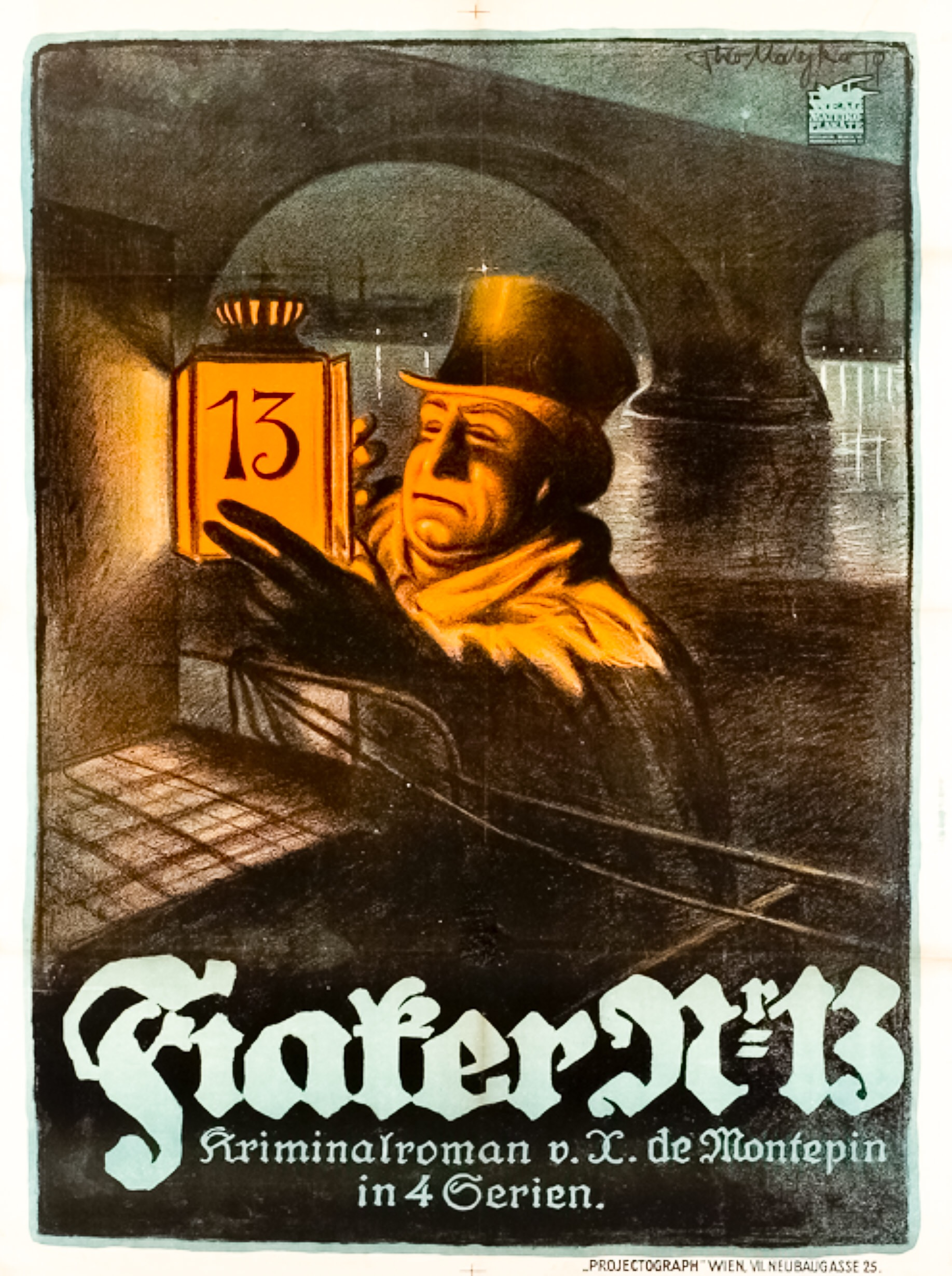
Affiche allemande du film par Theo Matejko.

Le Fiacre n° 13 (titre original : Fiaker Nr. 13) est un film allemand réalisé par Michael Curtiz, sorti en 1926.

## Synopsis
Le film raconte l'histoire d'un enfant trouvé, élevé avec amour par le cocher d'un fiacre.

## Fiche technique
- Titre original : Fiaker Nr. 13
- Réalisation : Michael Curtiz
- Scénario : Alfred Schirokauer d'après le roman  Le Fiacre Nº 13 de Xavier de Montépin
- Production : Arnold Pressburger
- Photographie : Gustav Ucicky, Eduard von Borsody
- Musique : Willy Schmidt-Gentner
- Format : noir et blanc - 35 mm[1]
- Production : Phoebus Film, Sascha Film
- Pays : Allemagne  République de Weimar
- Durée : 78 minutes (2900 m)[2]
- Date de sortie : 6 mars 1926

## Distribution
- Lili Damita : Lilian
- Jack Trevor :François Tapin
- Paul Biensfeldt : Jacques Carotin
- Walter Rilla : Lucien Rebout
- Max Gülstorff : L'antiquaire
- Valeska Stock : Mme Coco
- Sophie Pagay : Linotte
- Albert Paulig : Le maître de ballet
- Carl Ebert : Henri Landon

## Autour du film
Le film comporte un passage documentaire exceptionnel dans lequel le réalisateur montre des photographies de Paris et du monde entier sur plusieurs années, et montre comment la modernité s'installe dans la ville.